# Walter Klein (Heimatforscher)
Walter Otto Klein (* 29. Juni 1877 in Stuttgart; † 12. September 1952 in Ochsenwang) war langjähriger Professor und Rektor der Höheren Fachschule für Edelmetallindustrie Schwäbisch Gmünd und Heimatforscher.

## Leben und Wirken
Geboren als Sohn eines Juweliers in Stuttgart machte er zunächst an der Königlichen Kunstgewerbeschule Stuttgart eine Ausbildung als Modelleur und Ziseleur, bevor er 1899 als Zeichner bei Gebrüder Kühn nach Schwäbisch Gmünd ging. Kurz darauf wandte er sich für Studien nach Paris.
Nach seiner Rückkehr wurde er zunächst künstlerischer Leiter der Fachabteilung Edelmetallgewerbe der Fortbildungsschule in Schwäbisch Gmünd. Er warf schnell die Idee einer Höheren Fachschule für Edelmetallgewerbe in Schwäbisch Gmünd auf, die durch die Stadt und das Königreich Württemberg übernommen und schnell realisiert wurde. 1909 wurde der Betrieb im von Martin Elsaesser erbauten Gebäude aufgenommen. Klein wurde Professor und Rektor der neuen höheren Fachschule, aus der später die Hochschule für Gestaltung Schwäbisch Gmünd hervorging, und leitete den Bereich von 1903 bis 1946.
Seine Verdienste um die höhere Fachschule umfassen neben der Gründungsinitiative und deren Aufbau, auch die Bemühungen um deren Ausrichtung. So lud Klein nach Besuchen die Bauhaus-Mitarbeiter Josef Albers, Lászlo Moholy-Nagy und Wilhelm Wagenfeld nach Schwäbisch Gmünd ein und schuf den Lehrbereich Industrielle Formgebung. Auch bemühte er sich um die historischen Wurzeln der Gold- und Silberstadt Schwäbisch Gmünd und die damit verbundene Geschichte der Gestaltung von Objekten. Hierzu organisierte er unter anderem auch die Ausstellungen 800 Jahre Gmünder Kunst, die 1945, unmittelbar nach Kriegsende tausende Besucher nach Gmünd lockte, so wohnten der Eröffnung unter anderem der Chef der amerikanischen Regierung im Land und Reinhold Maier deren Eröffnung bei.

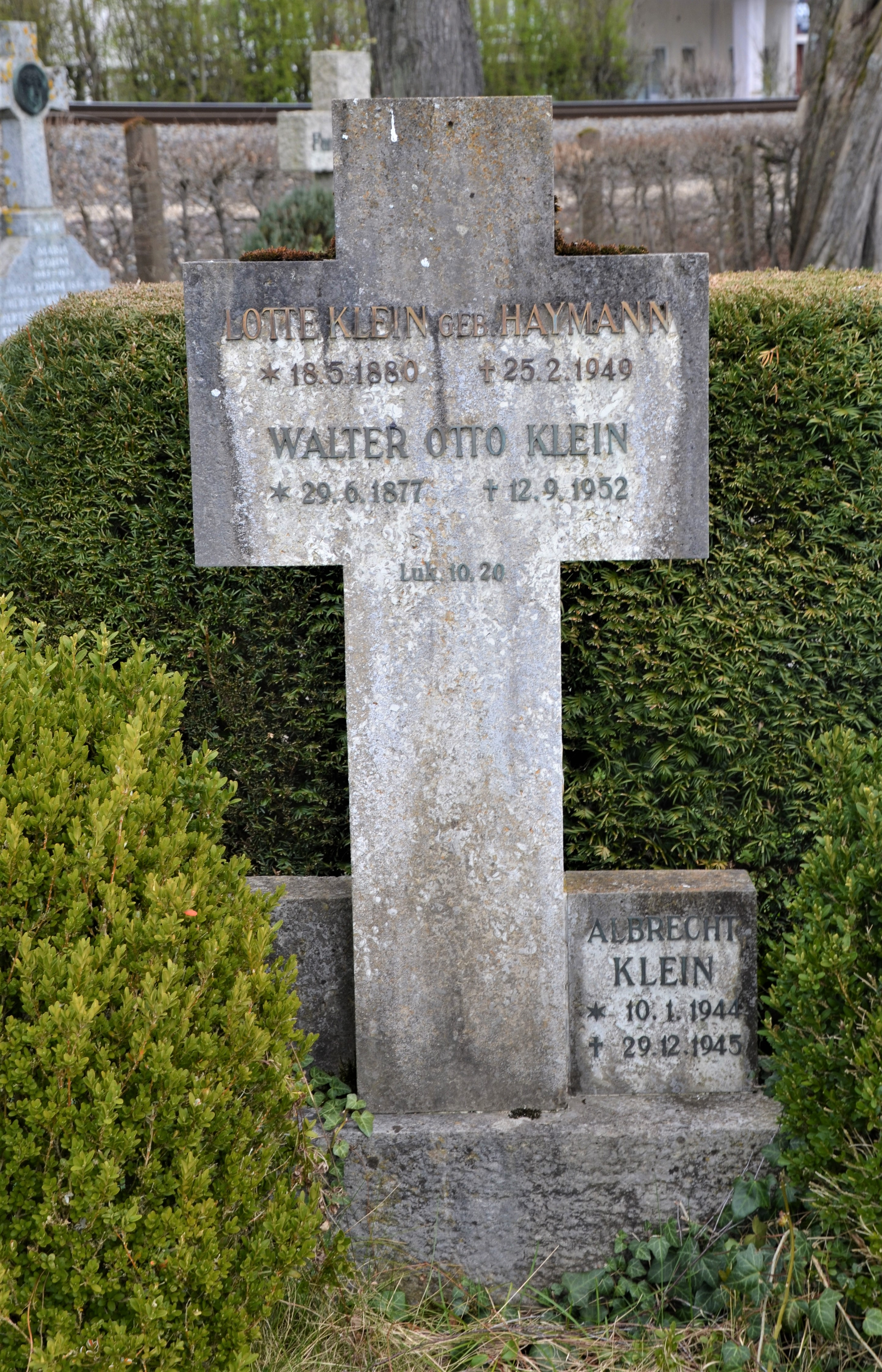
Grabmal auf dem Gmünder Leonhardsfriedhof (2020)

Über sein letztgenanntes Wirken kam Klein zur Heimatforschung, wobei dabei hauptsächlich das Kunsthandwerk der Stadt im Mittelpunkt stand. Er publizierte einige Artikel und Bücher zu diesem Themenkomplex. 1952 verstarb er beim Malen in Ochsenwang auf der Schwäbischen Alb. Er wurde auf St. Leonhard in Schwäbisch Gmünd beigesetzt. Ein Teilnachlass ist im Stadtarchiv Schwäbisch Gmünd überliefert.

## Ehrungen
Im Jahr 1947 wurde dem, als künstlerisches Gewissen von Schwäbisch Gmünd bezeichneten Walter Klein durch die Stadt „in Anerkennung seiner hervorragenden Schriftsteller- und Forschungstätigkeit für die Orts- und Kunstgeschichte von Schwäbisch Gmünd“ die Ehrenbürgerwürde verliehen, 1952 wurde er mit dem Verdienstkreuz am Bande der Bundesrepublik Deutschland ausgezeichnet. Nach seinem Tod 1952 wurde zusätzlich in unmittelbarer Nachbarschaft zu seiner Wirkungsstätte, dem Elsaesser-Bau, eine Straße nach ihm benannt.

## Schriften (Auswahl)
- Johann Michael & Christoph Maucher, zwei Gmünder Elfenbeinschnitzer des Barocks, C. Jaeger, Schwäbisch Gmünd 1920.
- Geschichte des Gmünder Goldschmiedegewerbes, Verlag Greiner & Pfeiffer, Stuttgart 1920.
- Das Zinngießer-Handwerk in Gmünd und Nachträgliches aus d. Goldschmiede-Geschichte, Gmünder Kunst Band 2, Verlag Greiner & Pfeiffer, Stuttgart 1922.
- Johann Michael Keller, sein Werk und seine Mitarbeiter : [ein Gmünder Baumeister des Barocks], Gmünder Kunst Band 3. Verlag Greiner & Pfeiffer, Stuttgart 1923 (Internet Archive).
- Gmünder Kunst der Gegenwart, Gmünder Kunst Band 4,Verlag Greiner & Pfeiffer, Stuttgart; Verlag B. Kraus, Schwäbisch Gmünd 1924.
- Die Staatliche Höhere Fachschule für Edelmetall-Industrie, Schwäb. Gmünd, Hrsg. aus Anlass d. 150jähr. Jubiläums d. Fachschule Gmünd im Juli 1926, Gmünder Kunst Band 5, Schwäbisch Gmünd 1926.
- Die St.-Johanneskirche zu Gmünd, Gmünder Kunst Band 6, Verlag H. L. Brönner, Frankfurt am Main 1928.
- Stammreihe der Familie Klein, Druck: Gmünder Zeitung, 1930.
- Sechshundert Jahre Gmünder Goldschmiedekunst, Bürger-Verlag, Lorch/Württ., Stuttgart 1947.
- Hat Gmünd eine Chance?, Bürger-Verlag, Lorch/Württ., Stuttgart 1948.
- Gmünds Chance: Vorschlag zu einem kulturellen Zehnjahresplan, Bürger-Verlag, Stuttgart 1948.
- Bilder aus Alt-Gmünd: Wiedergaben nach 120 ausgewählten Blättern aus der städt. Julius-Erhardschen Bilderchronik, Bürger-Verlag, Lorch/Württ., Stuttgart 1948.